# Liste des députés flamands (2004-2009)
Pour les articles homonymes, voir Liste des députés flamands.
2004-2009
6e 8e
Liste des 124 députés pour la législature 2004-2009 au parlement flamand:
- 118 députés élus au suffrage universel direct par les habitants de la Région flamande,
- 6 députés élus par les habitants de la Région de Bruxelles-Capitale (les 6 premiers élus néerlandophones du Parlement bruxellois).

10 députés () sont délégués comme sénateurs de Communauté au Sénat fédéral.
Cette liste comporte la dernière composition connue avant les élections du 7 juin 2009.

## Liste par groupe politique au parlement

### Vlaams Belang(29)
1. Erik Arckens
2. Mathieu Boutsen
3. Agnes Bruyninckx-Vandenhoudt
4. Frank Creyelman remplace Freddy Van Gaever[1]  (04.07.2007)
5. Johan Deckmyn remplace Francis Van Den Eynde[2] (06.07.2004)
6. Hilde De Lobel remplace Rob Verreycken (19.04.2006)
7. Herman De Reuse
8. Filip Dewinter, chef de groupe
9. Marijke Dillen
10. Pieter Huybrechts
11. Werner Marginet
12. Katleen Martens remplace Jean Geeraerts (21.12.2004)
13. An Michiels
14. Marie-Rose Morel
15. Jan Penris[3] remplace Gerolf Annemans[2] (13.06.2004)
16. Leo Pieters remplace Linda Vissers[2] (04.07.2007)
17. Stefaan Sintobin
18. Felix Strackx
19. Erik Tack
20. Marleen Van den Eynde
21. Wim Van Dijck remplace Filip De Man[2] (06.07.2004)
22. Roland Van Goethem
23. Joris Van Hauthem[3]
24. Greet Van Linter remplace Johan Demol[4] (06.07.2004)
25. Luk Van Nieuwenhuysen
26. Karim Van Overmeire
27. Gerda Van Steenberge
28. Christian Verougstraete remplace Frank Van Hecke[5] (13.06.2004)
29. Frans Wymeersch

### Christen-Democratisch en Vlaams(28)
1. Ludwig Caluwé, chef de groupe
2. Lode Ceyssens remplace Veerle Heeren[6] (01.01.2009)
3. Sonja Claes remplace Hubert Brouns (07.02.2007)
4. Carl Decaluwé
5. Tom Dehaene
6. Dirk de Kort remplace Bart De Wever[2] (N-VA) (04.07.2007)
7. Paul Delva remplace Steven Vanackere[7] (04.07.2007)
8. Jos De Meyer
9. Martine Fournier remplace Hendrik Bogaert[2] (04.07.2007)
10. Cindy Franssen remplace Etienne Schouppe[8],[3] (04.07.2007)
11. Kathleen Helsen
12. Vera Jans
13. Ward Kennes remplace Cathy Berx[9] (30.04.2008) remplaçant Inge Vervotte[2]
14. Jan Laurys
15. Luc Martens
16. Erik Matthijs
17. Frans Peeters
18. Sabine Poleyn
19. Tinne Rombouts
20. Johan Sauwens
21. Joke Schauvliege
22. Miet Smet
23. Luc Van den Brande[3]
24. Koen Van den Heuvel
25. Monica Van Kerrebroeck
26. Eric Van Rompuy
27. Jan Verfaillie
28. Johan Verstreken remplace Hilde Crevits[6] (22.07.2004)

### SP.a-Spirit(22)
1. Jos Bex (ex-SPIRIT) remplace Bruno Tobback[2] (SP.a) (22.07.2004)
2. Gilbert Bossuyt
3. Philippe De Coene remplace Jacky Maes (07.01.2009)
4. Kurt De Loor
5. Else De Wachter
6. Michèle Hostekint
7. Patrick Janssens
8. Flor Koninckx remplace Frank Vandenbroucke[6] (22.07.2004)
9. Marcel Logist
10. Chokri Mahassine
11. Bart Martens
12. Els Robeyns remplace Herman Reynders (01.02.2006) remplaçant Hilde Claes[2] (6.07.2004)(SP.a)
13. Jan Roegiers (ex-SPIRIT)
14. Elke Roex remplace Bert Anciaux[6] (Spirit) (22.07.2004)
15. Ludo Sannen, chef de groupe
16. Anissa Temsamani
17. Dany Vandenbossche remplace Freya Van den Bossche[2] (13.06.2004)
18. Joris Vandenbroucke (ex-SPIRIT) remplace Steve Stevaert (SP.a) (01.06.2005)
19. Bart Van Malderen remplace Gracienne van Nieuwenborg (25.09.2006)
20. André Van Nieuwkerke remplace Johan Vande Lanotte[8]  (13.06.2004)
21. Jo Vermeulen remplace Maya Detiège[2] (09.01.2008)
22. Robert Voorhamme remplace Caroline Gennez (21.12.2007) remplaçant Kathleen Van Brempt[6] (22.07.2004)(SP.a)

### Open Vlaamse Liberalen en Democraten(25)
1. Louis Bril
2. Karlos Callens remplace Vincent Van Quickenborne[2] (22.07.2004)
3. Patrick De Klerck remplace Jean-Marie Dedecker[2] (Lijst Dedecker) (04.07.2007)
4. Marnic De Meulemeester
5. Stern Demeulenaere
6. Annick De Ridder
7. Hilde Eeckhout remplace André Denys[10] (01.12.2004)
8. Jaak Gabriëls
9. Sven Gatz, chef de groupe
10. Dominique Guns
11. Margriet Hermans[3]
12. Anne Marie Hoebeke
13. Patrick Lachaert
14. Laurence Libert remplace Marino Keulen[6] (06.12.2006)
15. Fientje Moerman[11] remplace Marc Cordeel (13.02.2008) remplaçant Karel De Gucht[2]
16. Hugo Philtjens remplace Patrick Dewael[2] (06.07.2004)
17. Hans Schoofs remplace Bart Somers[2] (04.07.2007)
18. Herman Schueremans
19. Jul Van Aperen remplace Dirk Sterckx[5] (22.07.2004)
20. Marc van den Abeelen remplace Dirk Van Mechelen[6] (13.06.2004)
21. Vera Van der Borght
22. Marleen Vanderpoorten
23. Francis Vermeiren
24. Bob Verstraete remplace Patricia Ceysens[6] (17.10.2007)
25. Paul Wille[3] remplace Guy Verhofstadt[8] (13.06.2004)

### Indépendants (7)

#### Transfuges duVlaams Belangvers laLijst Dedecker(4)
1. Monique Moens (ex-VB)
2. Jurgen Verstrepen (ex-VB)
3. John Vrancken (ex-VB)
4. Gino De Craemer  (ex-N-VA) remplace Stefaan De Clerck[2] (CD&V) (01.10.2008) remplaçant Yves Leterme[6] (CD&V)

#### Sociaal-Liberale Partij(2) issus deSpirit
1. Dirk De Cock remplace Norbert De Batselier (SP.a) (11.01.2006)
2. Els Van Weert (21.12.2007)

#### Transfuge deSpiritversGroen!(1)
1. Bart Caron (ex-Spirit) remplace Renaat Landuyt[2] (SP.a) (22.07.2004)

### Nieuw-Vlaamse Alliantie(6)
1. Geert Bourgeois[11] (remplacé (22.07.2004-22.09.2008) par Jan Loones)
2. Piet De Bruyn remplace Trees Merckx-Van Goey[12] (CD&V)
3. Mark Demesmaeker
4. Jan Peumans, chef de groupe
5. Helga Stevens
6. Kris Van Dijck

### Groen!(6)
1. Rudi Daems, chef de groupe
2. Vera Dua
3. Eloi Glorieux
4. Jos Stassen
5. Jef Tavernier
6. Mieke Vogels

### Union des Francophones(1)
1. Christian Van Eyken